# Torneo Interbritannico 1924
Il Torneo Interbritannico 1924 fu la trentaseiesima edizione del torneo di calcio conteso tra le Home Nations dell'arcipelago britannico. Il torneo fu vinto dal Galles.

## Risultati
| Data             | Luogo     | Squadra 1   | Risultato | Squadra 2   |
| ---------------- | --------- | ----------- | --------- | ----------- |
| 20 ottobre 1923  | Belfast   | Irlanda     | 2 - 1     | Inghilterra |
| 16 febbraio 1924 | Cardiff   | Galles      | 2 - 0     | Scozia      |
| 1º marzo 1924    | Glasgow   | Scozia      | 2 - 0     | Irlanda     |
| 3 marzo 1924     | Blackburn | Inghilterra | 1 - 2     | Galles      |
| 15 marzo 1924    | Belfast   | Irlanda     | 0 - 1     | Galles      |
| 12 aprile 1924   | Londra    | Inghilterra | 1 - 1     | Scozia      |

## Classifica
| Pos | Squadra     | Pti | G | V | N | P | GF | GS |
| --- | ----------- | --- | - | - | - | - | -- | -- |
| 1   | Galles      | 6   | 3 | 3 | 0 | 0 | 5  | 1  |
| 2   | Scozia      | 3   | 3 | 1 | 1 | 1 | 3  | 3  |
| 3   | Irlanda     | 2   | 3 | 1 | 0 | 2 | 2  | 4  |
| 4   | Inghilterra | 1   | 3 | 0 | 1 | 2 | 3  | 5  |

## Vincitore
| Campione 1924 Galles |